# 海地共产主义者统一党
海地共产主义者统一党（法語：Parti unifié des communistes haitiens，缩写为PUCH）是海地的一个已不存在的共产主义政党。该党成立于1968年，由人民统一党和海地民主人士联盟党合并而成。它的意识形态是共产主义、马克思列宁主义。该党从成立起，就致力于土地改革。该党曾参加1969年共产党和工人党国际会议。